# スカイメール
スカイメールは、かつて提供されていたソフトバンクモバイルとツーカーのPDC方式（2G）携帯電話向けメールサービスの一つであり、ショートメッセージサービス(SMS)に分類される。
なお、ツーカー（会社自体はauを展開するKDDIに吸収されている）は、2008年3月31日をもって、スカイメールを含む全ての事業を終了。ソフトバンクモバイルも同日をもって、PDCの新規契約受付を終了している。2008年7月3日にはソフトバンクモバイルでのPDCサービスを、2010年3月31日をもって終了すると発表し、同日午前2時をもって停波した。(SoftBank 6-2も参照のこと。)

## 概要
1997年に開始された旧デジタルホン、デジタルツーカー（現ソフトバンクモバイル）・ツーカーの端末で利用可能なメールサービスであり、半角128文字または全角64文字までのメッセージを送信できる。PDC（第2世代）端末を対象としたサービスであるが、ソフトバンクにおいては、SoftBank 3G端末のSMSと相互送受信が可能となっている。ツーカーでは、ツーカーS以外の端末で利用できた。
なお、旧デジタルホン、旧デジタルツーカー、ツーカーの相互間で送受信は、1999年6月ころにまず旧デジタルツーカーと他2社とのやり取りが可能となり、1999年12月から旧デジタルホンとツーカー各社との間でもやりとりできるようになった。
送信方法は以下のとおり。
- 送信先がソフトバンク・ツーカーの場合
  - 電話番号を利用してメールの送信ができる。メールアドレスも使用可。
  - 電話番号での送信の場合、相手先への配信状況が確認できる。
- Eメールの場合
  - 他社携帯やパソコンを含めEメールでの送受信が可能。（ただし、SoftBank 3GのSMSは不可。）
  - メール作成時に本文以外を入力することはできない。（パソコンなどで件名を任意に変更する事は可能。）
  - 複数宛先の設定はできない。
  - メールアドレスが文字数に含まれるため、実際に送信できる文字数が少なくなる。

## 料金
- 当初より月額料金は必要ない。ただし、Eメール（ソフトバンクロングメール対応機種）・ロングEメール（ソフトバンクロングメール対応機種）・S!ベーシックパック（ソフトバンクスーパーメール対応機種）・EZweb（ツーカー）のいずれかの契約をしないと、Eメールの受信はできない（Eメールアドレスが割り振られないため）。なお、契約をせずともEメール宛の送信のみは可能。
- 受信は無料。
- 送信料は次のとおり。料金プランなどによっては送信料が異なる場合もある。
  - ソフトバンクのスカイメール対応機種からの送信料 - 2.1〜5.25円（税込）
  - ツーカーやプリペイド携帯からの送信料 - 5〜10円（税込）
- ソフトバンクで以下の場合は、送信も無料となる。
  - 家族割引に加入している回線相互の送信料 - 無料
  - 指定割引・LOVE定額の指定先への送信料 - 無料
  - ゴールドプラン・ホワイトプランでのソフトバンク携帯電話への送信料 - 無料

## その他
- スカイメールはサービス開始当初(1997年11月)より、文字数が少ないながらも、Eメールの送受信が可能であった。ちなみに、iモードのサービス開始は1999年2月である。
- Eメールの件名は、ソフトバンクでは「Message from SkyMail」である。ただし、以前は「Message from MO Service」となっていた。ツーカーでは「message from TU-KA SkyMessage」であった。

当初各社相互のやり取りはできなかったが、旧デジタルホン契約者が旧デジタルツーカー各社へローミングした際は利用可能であった（これはスカイウェブも同様）。
- スカイメールと一部文字情報サービスを含めたサービス名称は各社で異なる。
  - 「スカイウォーカー」（旧デジタルホングループ）
  - 「J-スカイウォーカー」（旧Jフォングループ）
旧ボーダフォン日本法人及び現ソフトバンクモバイルについては単にスカイメールと表記
  - 「スカイメッセージ」（ツーカー）
  - 「スカイワープ」（旧デジタルツーカーグループ）